# Smalt sandbi
Smalt sandbi (Andrena angustior) är en biart som först beskrevs av Kirby 1802.  Smalt sandbi ingår i släktet sandbin, och familjen grävbin. Arten har ej påträffats i Sverige. Inga underarter finns listade.

## Beskrivning
Ett litet bi med en längd på 10 till 11 mm och svart grundfärg. Honan har gråbrun ansiktsbehåring, medan den hos hanen är svart. Mellankroppen har gulbrun päls. Honans bakkropp har svart behåring på de två bakersta tergiterna (segmenten på bakkroppens ovansida), medan hanen har gles, ljus behåring som är längst på de tre främre tergiterna. Honan har dessutom ljusa hårband längs tergiternas bakkanter, medan motsvarande områden hos hanen är glänsande.

## Ekologi
Det smala sandbiet förekommer på hedmarker med glesa buskage av rönn, björk, hagtorn och ärttörne. Flygtiden varar från maj till juni, och arten är polylektisk; den besöker många olika blommande växter.
Som alla sandbin är arten solitär, och honan gräver larvbon i sandjord. Bona kan parasiteras av ängsgökbi, som äter upp värdägget eller dödar larven, och lever på den insamlade näringen.

## Utbredning
I Europa är arten tämligen fragmenterad. Den finns där i Storbritannien (där den förekommer i England och Wales), Irland (där den är klassificerad 2006 som sårbar och endast förekommer på fyra lokaler), Danmark (där förekomsten är osäker), Tyskland, Nederländerna, Belgien, Luxemburg, Frankrike, Italien, Spanien och Portugal. Östgränsen går i västra Tyskland. Utanför Europa finns den även i Nordafrika: Marocko, Algeriet och Libyen.

## Status
Litet är känt om artens populationsstorlek och -trend eller eventuella hot mot arten. Arten har dessutom tidigare förväxlats med ängssandbi (Andrena bicolor). Internationella naturvårdsunionen (IUCN) klassificerar den därför under kunskapsbrist (DD).